# Placówka Straży Celnej „Wincenta”

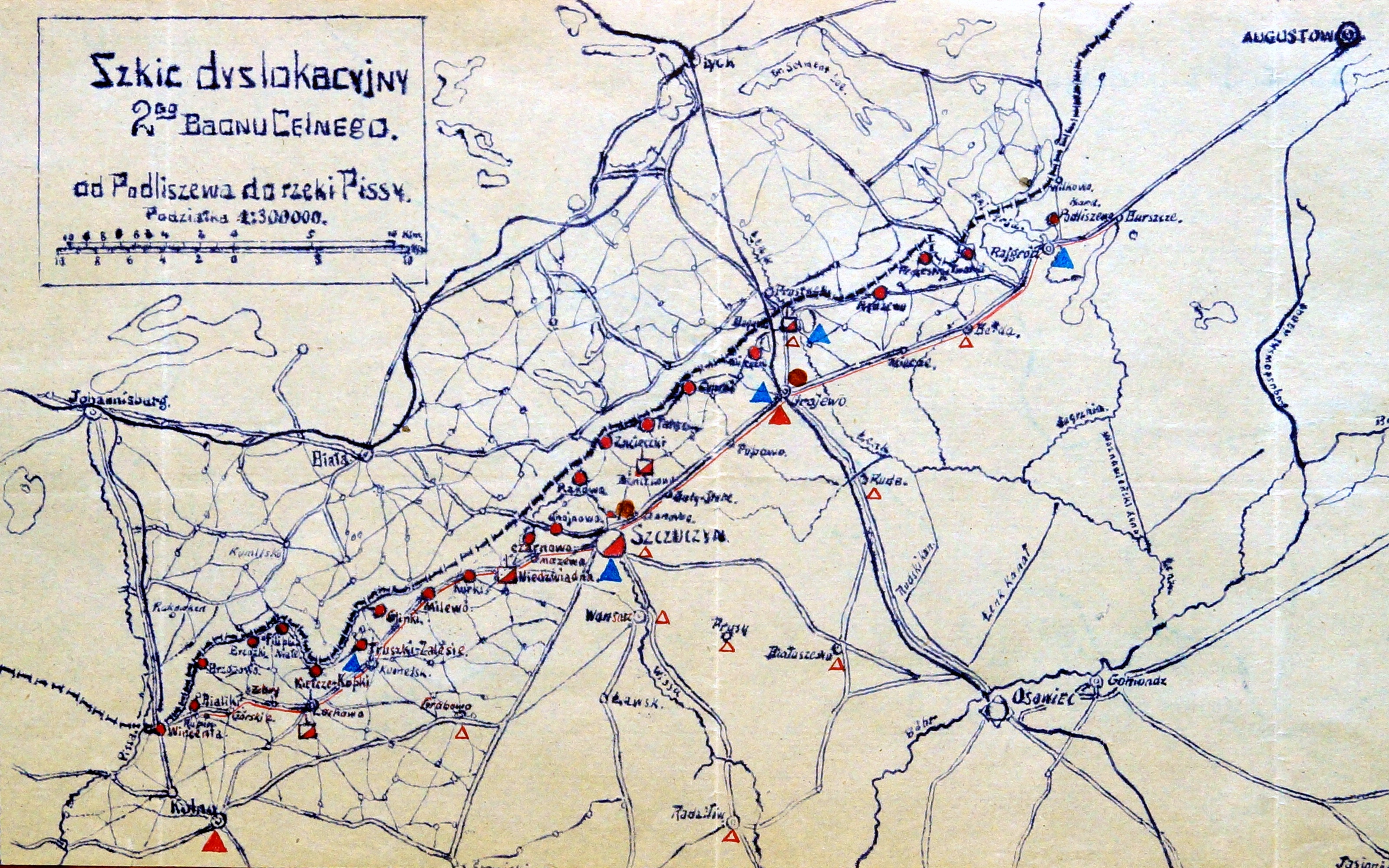
Szkic 2 batalionu celnego w 1921

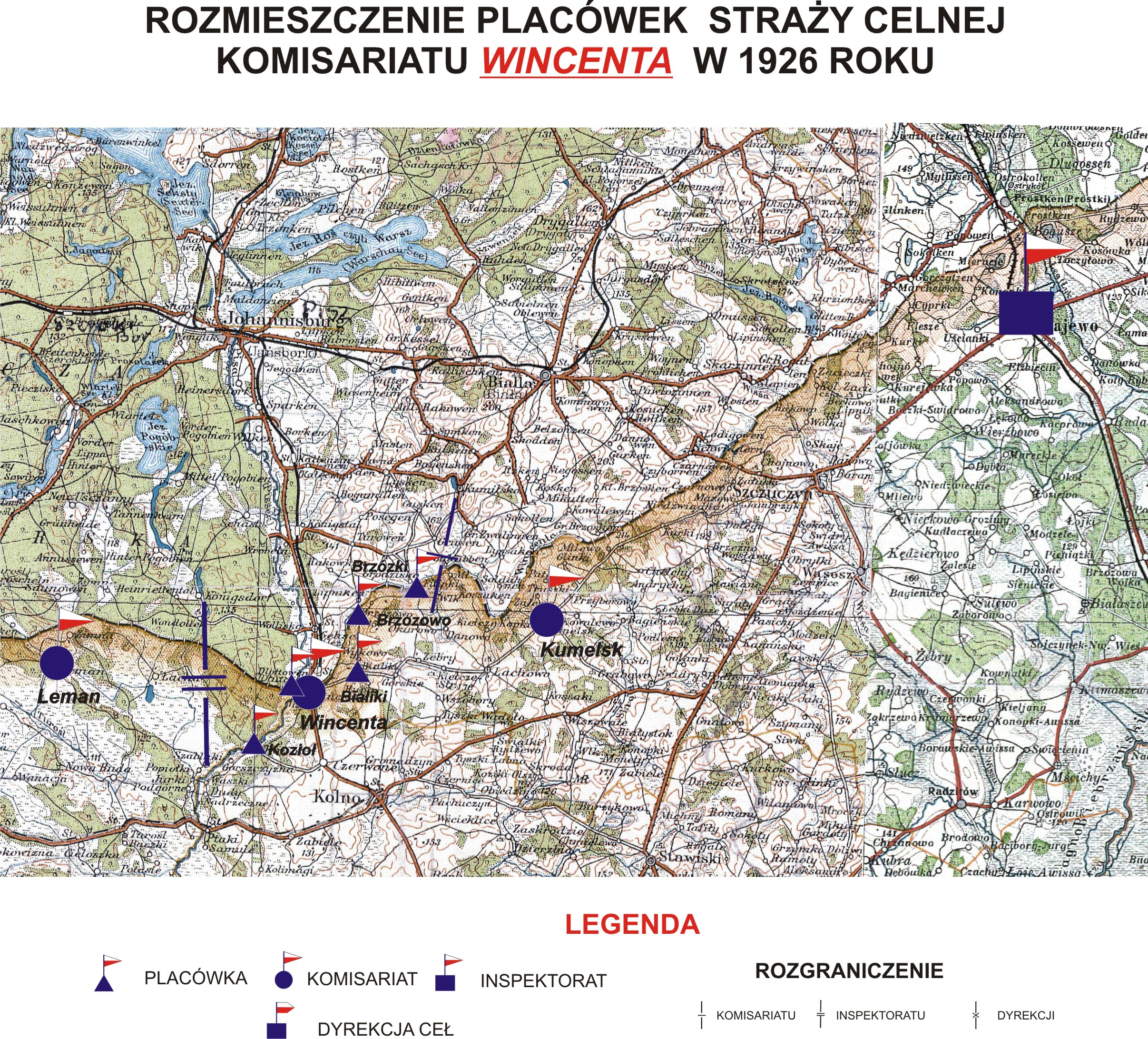
Rozmieszczenie placówek SC komisariatu "Wincenta" w 1926 roku

Placówka Straży Celnej „Wincenta” – jednostka organizacyjna Straży Celnej pełniąca w okresie międzywojennym służbę ochronną na granicy polsko-niemieckiej.

## Formowanie i zmiany organizacyjne
Na wniosek Ministerstwa Skarbu, uchwałą z 10 marca 1920 roku, powołano do życia Straż Celną. Od połowy 1921 roku jednostki Straży Celnej rozpoczęły przejmowanie odcinków granicy od pododdziałów Batalionów Celnych. W 1921 roku w Lachowie stacjonował sztab 4 kompanii 2 batalionu celnego. Kompania wystawiała między innymi placówkę w Wincencie. Proces tworzenia Straży Celnej trwał do końca 1922 roku. Placówka Straży Celnej „Wincenta” weszła w podporządkowanie komisariatu Straży Celnej „Wincenta” z Inspektoratu SC „Grajewo”.
W drugiej połowie 1927 roku przystąpiono do gruntownej reorganizacji Straży Celnej. W praktyce skutkowało to rozwiązaniem tej formacji granicznej. Ochronę północnej, zachodniej i południowej granicy państwa przejęła powołana z dniem 2 kwietnia 1928 roku Straż Graniczna.
Rozkazem nr 1 z 12 marca 1928 roku w sprawach organizacji Mazowieckiego Inspektoratu Okręgowego Naczelny Inspektor Straży Celnej gen. bryg. Stefan Pasławski określił strukturę organizacyjną komisariatu SG „Kolno”. Placówka Straży Granicznej I linii „Wincenta” znalazła się w jego strukturze.

## Służba graniczna
Sąsiednie placówki
- placówka Straży Celnej „Bialiki” ⇔ placówka Straży Celnej „Kozioł” – 1926[9]

## Funkcjonariusze placówki
Kierownicy placówki
| stopień          | imię i nazwisko, numer    | okres pełnienia służby | kolejne stanowisko |
| ---------------- | ------------------------- | ---------------------- | ------------------ |
| starszy strażnik | Aleksander Biernacki (70) | był w 1926             |                    |

Obsada personalna placówki w 1926:
- starszy strażnik Aleksander Biernacki (70)
- strażnik Stanisław Kemfert (907)
- strażnik Leon Maciaszczyk (33)
- strażnik Jan Nawosz (270)
- strażnik Józef Śmiałkowski (268)
- strażnik Julian Styra (956)
- strażnik Konstanty Szymkiewicz (948)
- Jan Grys